# AN/SLQ-25
AN/SLQ-25 ニクシー（英語: AN/SLQ-25 Nixie）は、アメリカ合衆国のアルゴンST社（現在はボーイング傘下）が開発した、曳航型の対魚雷用ソナーデコイ。

## 概要
アメリカ海軍では、1950年代より、接近する魚雷に対して音響妨害や欺瞞を行う曳航型デコイとしてT-Mk.6ファンフェアを装備・運用していた。その後継として開発されたのが本システムであり、1970年12月に評価が完了、1972年に初期作戦能力（IOC）を獲得して、1974年より量産が開始された。
SLQ-25は、音響曳航体TB-14と艦上の信号生成装置から構成されている。TB-14は「フィッシュ」と通称され、直径6インチ（15センチ）、長さ37.05インチ（94センチ）、重量20キログラムで、魚雷に似た形状をしている。曳航および信号送信用の同軸ケーブルを用いて、これを搭載艦艇の艦尾から曳航して、搭載艦よりも大きなスクリューやエンジン音を発することで、パッシブ魚雷を妨害・欺瞞する。また1988年にはSSTD計画に基づく強化型としてSLQ-25Aが登場したほか、1990年代以降も順次に改良型が登場しており、魚雷を探知する機能を加えて、信号処理装置で魚雷の類別および位置特定が可能となった。
2015年時点で最新のSLQ-25Cの場合、曳航体とそのための曳航ケーブル用巻上機2基を水上艦の艦尾に装備しており、通常の運用では、曳航体2基のうち1基が艦尾から最長300メートルに及ぶケーブルで曳航される。接近するアクティブ魚雷が発するホーミング音波を受信すると、艦上の信号処理装置に伝送され、魚雷の類別、位置特定、脅威評価などが実施される。この結果は戦闘指揮官の判断を支援するための資料として用いられ、必要に応じて、操艦による回避行動や、別途装備されている投棄式音響デコイの発射が行われることになる。一方、受信した魚雷のホーミング音波は艦上で2－3倍に増幅された後に曳航体から魚雷に対して送り返される。魚雷がこれを艦からの反射波として認識すると、艦ではなく曳航体におびき寄せられることになるが、もし曳航体に魚雷が命中して損傷した場合には、2基目の曳航体が使用されることになる。
本システムは、2013年の時点で改良型を含めて400セット以上が生産されており、実質的に、ソフトキル型魚雷防御システムの世界標準となっている。1982年のフォークランド紛争では、アルゼンチン海軍の潜水艦と思われる目標に対してイギリス海軍側が発射した魚雷が、誤って自軍の空母「ハーミーズ」を捕捉してしまった際に、ニクシーの曳航体が魚雷を誘引・爆発させることで難を逃れるという一幕があり、本システムの有効性を実証した。海上自衛隊でも、国産開発の曳航具3型の後継となる4型の開発段階という期間にSLQ-25を導入しており、あさぎり型（58－61DD）およびむらさめ型（03－09DD）で搭載されている。